# Edward Magner
Albert Edward Oscar Magner, född 30 juni 1900 i Stockholms finska församling, död 12 december 1971, var en svensk motorcykelförare. Han var den förste svensk, som satt absolut hastighetsrekord med motorcykel.
Magner, som var verksam som ingenjör i Stockholm, tävlade 1923–1931. Han satte i februari 1929 med Royal Enfield sidvagnsmaskin på Edsviken världsrekord i klass G på 1 km med 177,997 km/h (20,23 sekunder), förbättrat i mars följande år på Storsjön utanför Östersund till 189,026 km/h (19,04 sekunder), och satte även världsrekord på 1 engelsk mil med 189,517 km/h (30,57 sekunder). Han var den förste svensk, som deltagit i Engelska TT (1928), och blev tvåa på Excelsior i B-klassen i Sveriges GP och TT 1931.